# Armel Sayo
Armel Sayo, est un militaire et homme politique centrafricain, ministre de la Jeunesse et des Sports du 22 août 2014 au 11 avril 2016.

## Biographie

### Vie privée
Il est le fils biologique de Robert Sayo, comptable, et le fils adoptif de Simon Bédaya-Ngaro, médecin et homme politique.

### Carrière dans les armes
En février 2006, il est séquestré, avec son père et sa mère adoptifs ainsi que ses frères cadets, par des rebelles tchadiens et centrafricains. Après leur départ, il travestit Ngaro en femme, puis l'amène à l'ambassade du Nigéria en République centrafricaine, à Bangui. Celui-ci meurt peu de temps après.
Il devient ensuite le directeur de la sécurité du président Ange-Félix Patassé, par ailleurs le dernier époux de sa mère.
Il dirige l'Union des forces armées centrafricaines pour la restauration de la démocratie (UFACARD) aux côtés du général Abdoulaye Miskine. Il est également à la tête d'une des composantes de l'Union, le Comité national pour la restauration de la démocratie en RCA (CNRD).
Il est également à la tête des Forces spéciales de Révolution et Justice (FS-RJ). Il s'allie alors à François Toussaint, mercenaire belge. Ils s'opposent avec virulence à la Seleka.

### Carrière politique
Le 10 août 2014, il est nommé ministre de la Jeunesse et des Sports de la République centrafricaine dans le premier gouvernement Kamoun. Il est confirmé dans ses fonctions dans le deuxième gouvernement, le 16 janvier 2015.
Le 25 janvier 2015, alors qu'il se rend à l'église en voiture avec sa femme Nicaise Danielle et son frère, il est enlevé par un groupe d'hommes armés dans le huitième arrondissement de Bangui,,. Les ravisseurs sont des anti-balaka du « général Andilo » réclamant la libéArmel Ningatoloum Sayoration de leur chef. Armel Sayo est finalement libéré le 11 février.
Sayo devient ministre des réformes de l'État en février 2019 après un accord de paix entre le gouvernement central et plusieurs groupes armés (dont Révolution et Justice). Il est démis de ses fonctions en mars 2021, accusé de soutenir la rébellion.
En mai 2025, Armel Sayo est extradé du Cameroun vers la Centrafrique, après son arrestation au Cameroun, Armel Sayi est notamment soumis à un mandat d'arrêt international.